# Машётас, Пранас

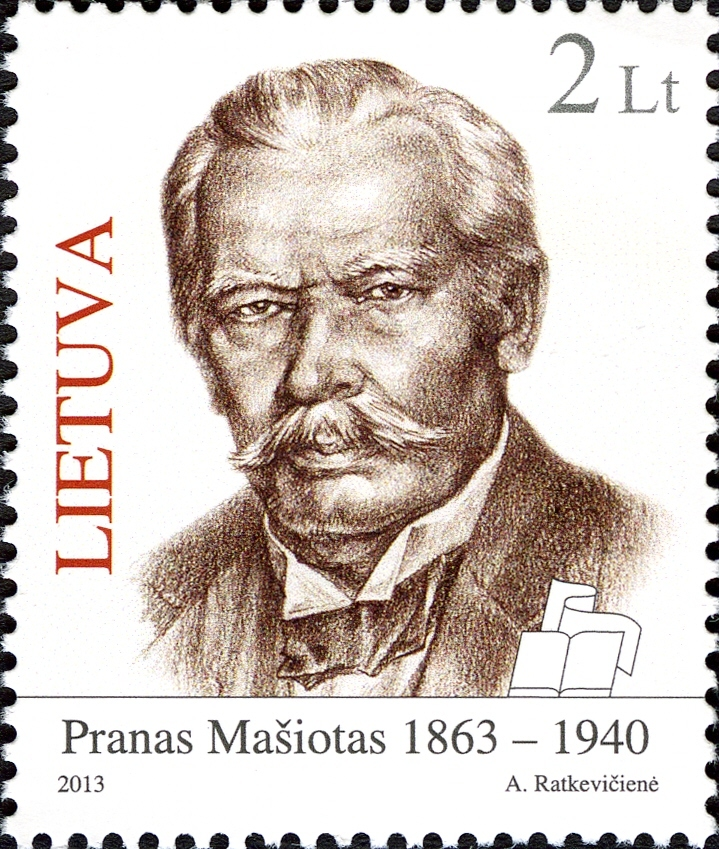
Почтовая марка Литвы (2013)

Пранас Машётас (лит. Pranas Mašiotas; 19 декабря 1863, Пустельнинкай — 14 сентября 1940, Качергине) — литовский политический активист и просветитель, более всего известный как детский писатель и переводчик.
Родившийся в регионе Сувалкия, в семье литовских крестьян, Машётас учился в Мариямпольской гимназии и изучал математику в Московском университете. Будучи католиком, он не мог получить работу в Литве и временно исполнял обязанности священника в Ломже и Риге, прежде чем устроиться учителем математики в Рижской гимназии в 1891 году. Машётас работал там до Первой мировой войны, когда был вынужден эвакуироваться в Воронеж, где стал директором Литовских женской и мужской гимназий. Он вернулся в Литву в 1918 году и начал работать над организацией системы образования в новой независимой стране. Машётас был вице-министром образования Литвы с 1919 по 1923 год. Затем он работал директором Литовской гимназии в Клайпеде. Машётас вышел на пенсию в 1929 году и посвятил себя литературной работе. Он умер 14 сентября 1940 года.
Машётас принимал очень активное участие в культурной жизни Литвы. Он был членом и организовывал различные литовские общества, в том числе Литовское научное общество и общество Жвайгжде, которое он возглавлял около десяти лет. В литовской прессе было опубликовано около 600 статей. Всего вышло около 140 книг Машётаса, из которых около 30 являются оригинальными (остальные — переводы или основанные на произведениях других авторов). В основном издавалась его детская художественная литература, школьные учебники и научно-популярные книги. Машётас перевёл на литовский язык такие детские классические произведения как «Приключения пчёлки Майи» Вальдемара Бонзельса и «Эмиль и сыщики» Эриха Кестнера.

## Биография

### Ранняя биография
Машётас родился 19 декабря 1863 года в Пустельнинкае близ Кудиркос-Науместиса, входившего тогда в состав Российской империи. Его родители были крестьянами. Их дом был расположен недалеко от границы с Восточной Пруссией и поэтому иногда служил прибежищем для литовских книгоношей, которые переправляли нелегальные литовские издания в Российскую империю в нарушение запрета литовскоязычных изданий. Он посещал русскую начальную школу около полугода, но преимущественно учился дома у своих родителей и родственников. В 1874 году Машётас был принят в подготовительный класс Мариямпольской гимназии. Его одноклассниками были будущие писатели Антанас Кришчюкайтис (псевдоним Айшбе) и Антанас Вилкутайтис (псевдоним Кетуракис). Он окончил гимназию в 1883 году с серебряной медалью. Машётас был удостоен специальной государственной стипендии для литовских студентов (360 рублей в год) и поступил на физико-математический факультет Московского университета. Там он приобщился к литовской культурной жизни и стал сотрудником «Аушры», первой газеты на литовском языке. В общей сложности вышло десять его статей в этом издании, в которых Машётас критиковал запрет на литовскую латиницу и прочую политику по русификации, проводимую императорским режимом, а также давал практические советы литовским крестьянам.